# Lista das versões do Silverjuke
Abaixo uma lista das versões do Silverjuke já lançadas.

## V0.01 (23.11.2003)
- Primeiro prototipagem do Silverjuke
- Comece contando os números de versão

## V0.22 (10.12.2004)
- Primeira versão beta do Silverjuke
- silverjuke.net incluido um fórum aberto para algumas pessoas selecionadas

## V0.23 (15.01.2005)
- Tooltips adicionadas
- Melhoria da manipulação do acelerador
- Melhoria da manipulação da seleção na janela principal (ctrl-click, shift-click, shift-cursor)
- Opção adicionada para ativar/desativar dicas de ferramentas em "Avançado/Mais Definições"
- Opção "Avançado/Mais Definições/Teclas do cursor" adicionada
- Tema "Silverblue": Botão, no modo de tela grande, para anexar arquivos adicionados
- Tema "Silverblue": Botão para alternar "sempre em cima" adicionada
- Tema "Silverblue": Botão, no modo de tela pequena, para menu e minimizar adicionada
- Anterior/próximo funciona no editor de faixas, alternativa as teclas "Page Up" e Page Down" podem ser usadas (estas teclas também pode ser personalizada em "Avançado/Mais Definições")
- Baixar capas de buy.com deve funcionar agora
- "-" e outros caracteres especiais podem ser inseridos no campo de pesquisa
- Fixo de um erro de controle "hover handling", se hover um clique abortado por movendo o mouse fora do retângulo do botão
- Melhoria da capitalização inglês
- Se ocorrerem erros ao carregar uma capa, esses erros são impressos no local da capa errada ao invés de abrir uma caixa de mensagem.
- Usando diferentes subdiretórios em diretório temporário para diferentes configurações e diferentes bases de dados. Isto é necessário se os arquivos são armazenados em diretório temporário, por exemplo: usando IDs do banco de dados.
- Posição inicial da janela de visualização corrigida para alguns efeitos visuais que definem a sua própria posição, mesmo quando a incorporação (exemplo. Milkdrop)

## V2.71 (29.09.2008)
- Arquivos de Karaokê podem ser utilizados dentro arquivos compactados com ZIP

## V3.00beta1 (22.06.2010)
- Novo função em AutoPlay: Ignore faixas de qualquer seleção de música (exemplo de "Pior avaliado")
- Suporte ao arquivos de Speex e True Audio adicionado
- Suporte ao arquivos compactados com TAR adicionado
- Suporte a imagens TGA adicionado
- Maior gama de ressonância para o filtro low pass
- Atualização do BASS 2.2 para 2.4
- Atualização do sqlite 3.2.8 para 3.6.23
- Atualização do wxWidgets 2.6.3 para 2.8.10
- Corrigido um problema com os valores atribuídos em program.repeat